# Uși, Kiustendil
Uși (în bulgară Уши) este un sat în comuna Trekleano, regiunea Kiustendil,  Bulgaria. 

## Demografie
Componența etnică a satului Uși
     Bulgari (100%)
     Nicio identificare (0%)
     Altele (0%)
La recensământul din 2011, populația satului Uși era de 13 locuitori. Din punct de vedere etnic, toți locuitorii erau bulgari.